# Популония

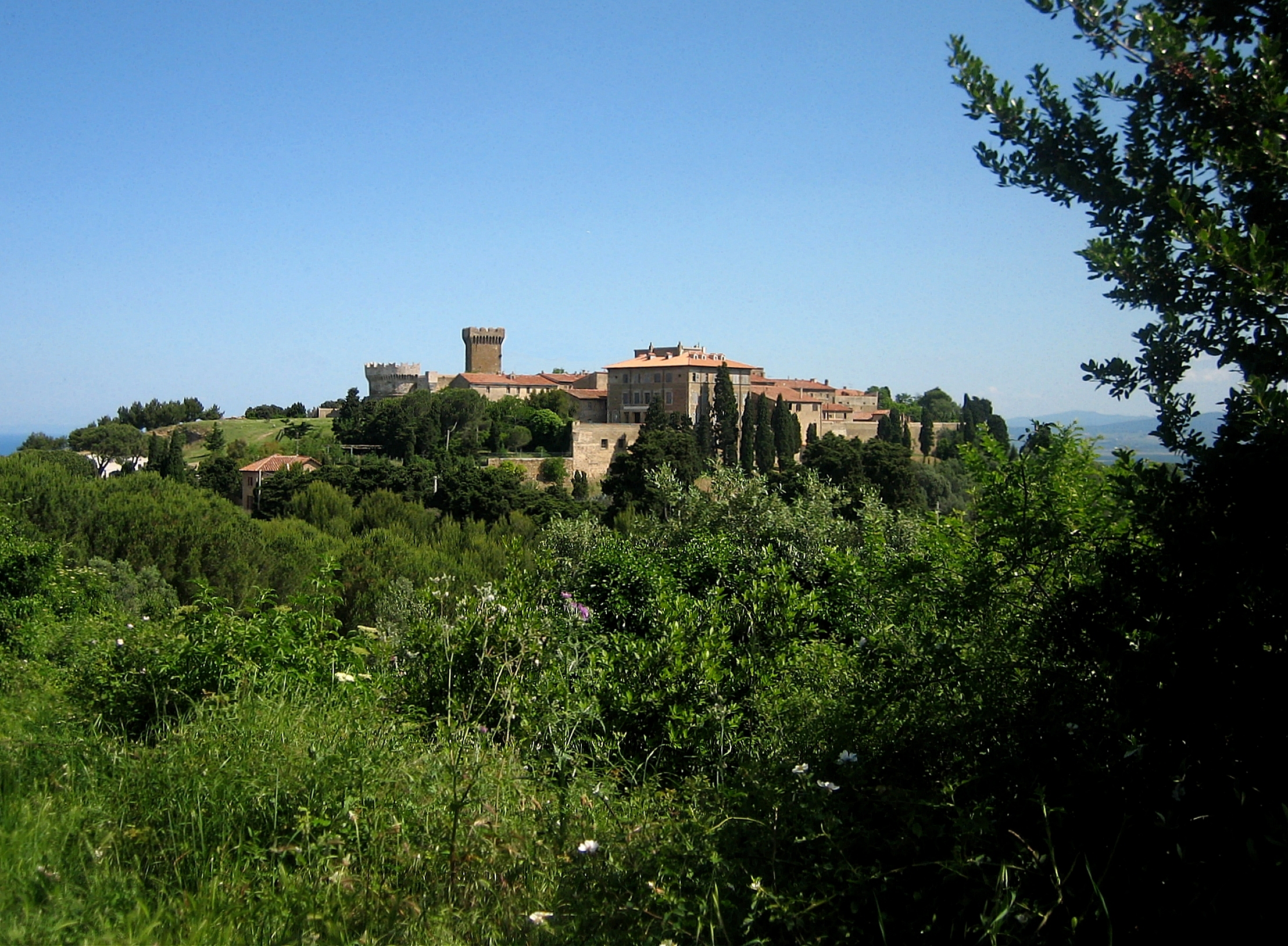
Панорама Популонии

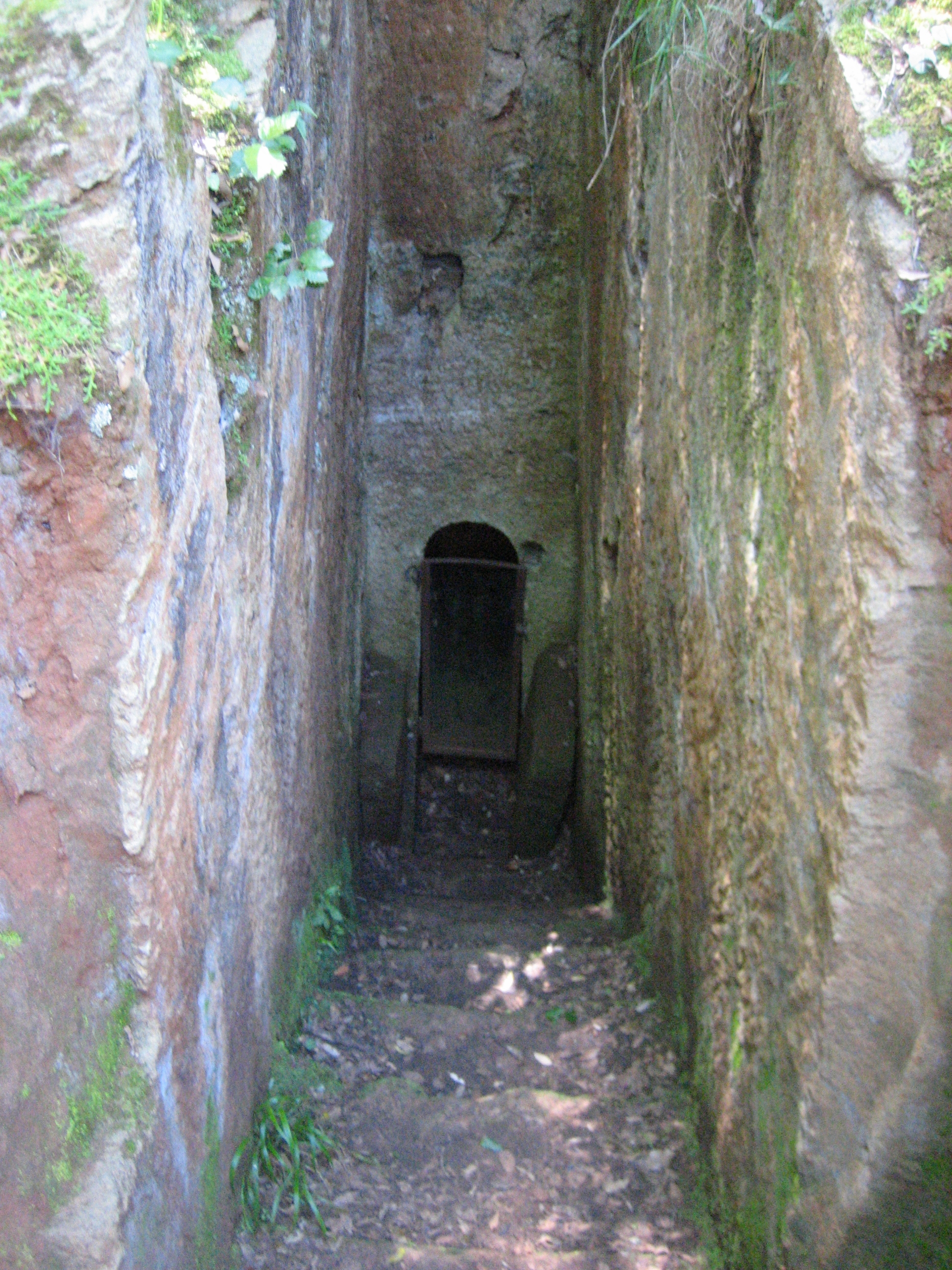
Этрусский некрополь

Популо́ния (лат. Populonium, этр. Pupluna или Fufluna) — город в составе коммуны Пьомбино (Тоскана, Италия). Особенно примечателен количеством найденных в нём этрусских древностей, в том числе одним из крупнейших некрополей в Италии, который обнаружил Исидоро Фальки. Город расположен на северной оконечности полуострова Монте Массончелло, к северу от Пьомбино. В городе находится массивная каменная крепость, построенная из камней этрусских строений в XV веке родом Аппиани, властителей Пьомбино.
Предположительно город получил своё название в честь этрусского бога виноделия Фуфлунса.

## Древняя Популония
Популония — в древности порт Этрурии, первоначально связанный с Вольтеррой, но позднее превратившийся в процветающий и независимый морской центр. Город был разрушен в 570 году лангобардами; несколько выживших во главе с епископом, святым Цербонием, бежали на Эльбу.

## Описание
Это чуть ли не единственный этрусский город, построенный прямо на берегу моря. Он был расположен на высоком холме, на котором теперь находятся средневековый замок и современный городок. Сохранились многочисленные остатки стен города, сложенных из крупных, неправильной прямоугольной формы плит (форма, которая получается при природном расщепления сланцевого песчаника). Античные памятники внутри стен относятся уже римскому периоду — ряд сводчатых основ, водохранилища и мозаика с изображением рыб. Страбон упоминает о существовании здесь смотровой башни. За пределами города сохранились гробницы, датируемые начиная с IX века до н. э.  (культура Вилланова) до середины III века до н. э., некоторые из них были исследованы в 1908 году. В одной из гробниц, большой и имеющей круглую форму, найдены три каменных погребальных ложа, покрытых резьбой с имитацией дерева, а также бронзовая статуя Аякса, совершающего самоубийство. Рядом был найден хомут с четырнадцатью бронзовыми колокольчиками.
Кроме того, обнаружены остатки храма, разрушенного в древности (возможно, Дионисием Сиракузским в 384 до н. э.). Также были найдены аттические вазы V века до н. э., монеты из серебра и меди. Железные рудники Эльбы, месторождения олова и меди на материке находились во владении народа Популонии; примерно в 10 км к востоку от города по 
Аврелиевой дороге находились горячие источники (Aquae Populaniae). В этом месте дорога имела ответвление на Сиену. По словам Вергилия, город направил войско в помощь Энею и снабжал Сципиона Старшего железом в 205 до н. э. Город оказал серьёзное сопротивление Сулле, который взял его после осады. С этого момента начинается его упадок, который отмечал уже Страбон, давая подробное описание города (т. 2, 6), а Рутилий Клавдий Намациан (V век н. э.) писал, что город лежал в руинах.